# Pentacalia magistri
Pentacalia magistri là một loài thực vật có hoa trong họ Cúc. Loài này được (Standl. & L.O.Williams) H.Rob. & Cuatrec. mô tả khoa học đầu tiên năm 1978.